# Kaiga Murakoshi
Kaiga Murakoshi (村越 凱光 Murakoshi Kaiga?), född 7 oktober 2001 i Kanagawa prefektur, är en japansk fotbollsspelare.
Murakoshi började sin karriär 2020 i Matsumoto Yamaga FC.